# Relaciones España-Finlandia
Las relaciones España-Finlandia son las relaciones bilaterales entre el Reino de España y la República de Finlandia. Las relaciones diplomáticas entre los dos países han sido tradicionalmente buenas y fructíferas y, al mismo tiempo, han consolidado un intercambio en todos los niveles. Como Estados miembros de la Unión Europea (UE), ambos forman parte del espacio Schengen y de la eurozona. Son también miembros de la OTAN.

## Historia
Las primeras relaciones entre Finlandia y España tuvieron lugar a través de Estocolmo, ya que Finlandia formó parte de Suecia desde 1250 hasta 1809. Bajo el dominio sueco, las tropas finlandesas y españolas lucharon entre sí durante la guerra de los Treinta Años. En 1809, Finlandia se convirtió en parte del Imperio ruso y el 6 de diciembre de 1917 Finlandia declaró su independencia de Rusia, lo que inició la guerra civil finlandesa. España se convirtió en una de las primeras naciones en reconocer la independencia de Finlandia el 21 de febrero de 1918. Ambas naciones establecieron relaciones diplomáticas el 16 de agosto de 1918, convirtiéndose Madrid en una de las primeras siete representaciones que Finlandia estableció durante 1918. Los primeros responsables de la misión diplomática española, como encargados de negocios, fueron Enrique Sánchez Martínez, Cónsul y Encargado de Negocios de 1918 a 1919, y Luis Guillén y Gil, de 1919 a 1920. El primer Embajador de España en Finlandia fue Joaquín De Ezpeleta, que sirvió en este puesto desde 1920 a 1927.
Al mando del general Francisco Franco el ejército se sublevó el 18 de julio de 1936. En septiembre el encargado de negocios de Finlandia se trasladó a Portugal. Al terminar la guerra, el gobierno de la república española tuvo que exiliarse y Francisco Franco se convirtió en el jefe de Estado. Finlandia reconoció el nuevo gobierno el 31 de marzo de 1939. Después de la Segunda Guerra Mundial Finlandia no rompió las relaciones diplomáticas con el régimen de Franco, pero, a partir de diciembre de 1942, Finlandia solamente tuvo representación consular en España. A su vez, el embajador de España en Helsinki estaba oficialmente ausente de 1946 a 1952. Finlandia nombró un nuevo encargado de negocios en España en 1955, al normalizarse las relaciones diplomáticas. Desde aquella fecha, las relaciones han sido fructíferas y se ha consolidado un intercambio a todos los niveles.
La entrada de España y de Finlandia a la Unión Europea (UE) es un hecho que indudablemente ha contribuido a acercarlos aún más. Además, los fineses son la comunidad europea que más crece en Málaga, ya que en Fuengirola vive la segunda colonia de fineses más grande del mundo, después de Suecia. España es también uno de los destinos preferidos del turismo finés. Aproximadamente, un diez por ciento de la población finesa viaja de vacaciones a España cada año. En 2022, España apoyó firmemente la solicitud de Finlandia para su ingreso a la OTAN.

## Relaciones económicas
Tradicionalmente, la balanza comercial bilateral entre España y Finlandia ha sido deficitaria en el caso español. Desde 2009 en adelante, los efectos de la crisis económica mundial han tenido también un reflejo claro en el comercio bilateral de bienes a través de la disminución del valor de las importaciones españolas procedentes de Finlandia y la recuperación de las exportaciones de bienes efectuadas desde España a Finlandia entre 2010 y 2013 con una consiguiente mejora en la tasa de cobertura. En 2012 se produjo una notable reducción de las exportaciones españolas a Finlandia (17%) y de las importaciones (15,5%). La tendencia en 2013 fue a una cierta recuperación de las exportaciones españolas y una nueva caída de las importaciones finlandesas.
Las exportaciones españolas a Finlandia en 2013 se concentraron en los sectores de bienes de equipo, semi-manufacturas, vehículos automóviles y alimentos, alcanzando la cifra de 710 millones de euros. La tendencia en 2014 ha sido a una concentración de las exportaciones en los mismos sectores.
En cuanto a las importaciones españolas procedentes de Finlandia efectuadas en 2013, las mismas se concentran en las semi-manufacturas y materias primas (entre ambos conceptos representan hasta el 77% del total). En cifras totales, las importaciones alcanzaron en 2013 un valor de 840 millones de euros. En 2014, en términos generales, las partidas más importantes de las importaciones han sido las semi-manufacturas y componentes de papel.

## Turismo y transporte
En 2017, cerca de 800 000 ciudadanos finlandeses visitaron España con fines turísticos. Existen vuelos directos entre Finlandia y España con las siguientes aerolíneas: Finnair, Jet Time, Norwegian Air International, Novair, Thomas Cook Airlines Scandinavia y Vueling.

## Misiones diplomáticas
| De España en Finlandia - Helsinki (Embajada) - Turku (Consulado) - Tampere (Consulado) - Rovaniemi (Consulado). | de Finlandia en España - Madrid (Embajada) - Barcelona (Consulado) - Sevilla (Consulado) - Torrevieja (Consulado) - Gijón (Consulado) - La Coruña (Consulado) - Las Palmas de Gran Canaria (Consulado) - Málaga (Consulado) - Inca (Consulado) - Santander (Consulado) - Valencia (Consulado). |

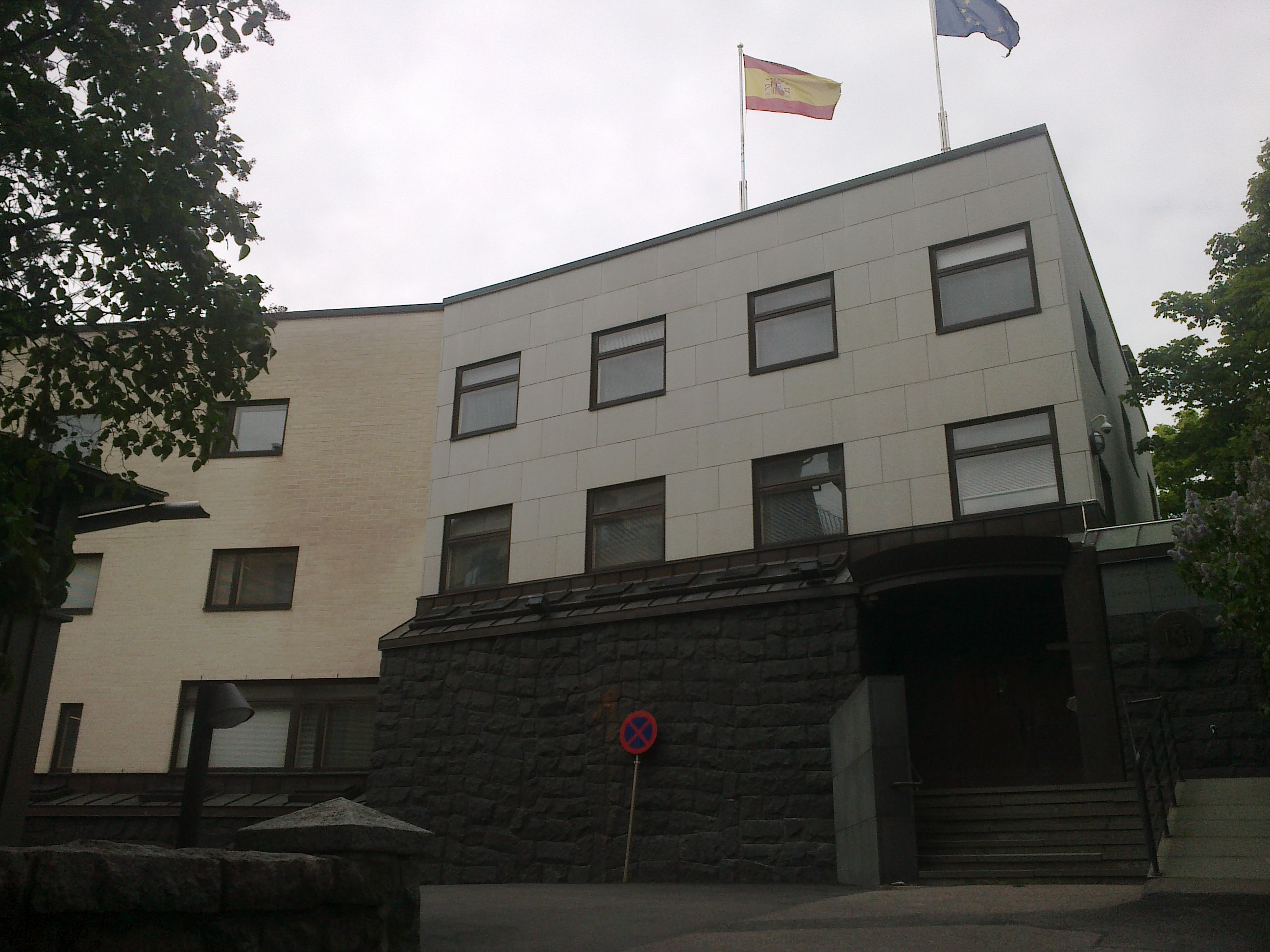
Embajada de España en Helsinki.
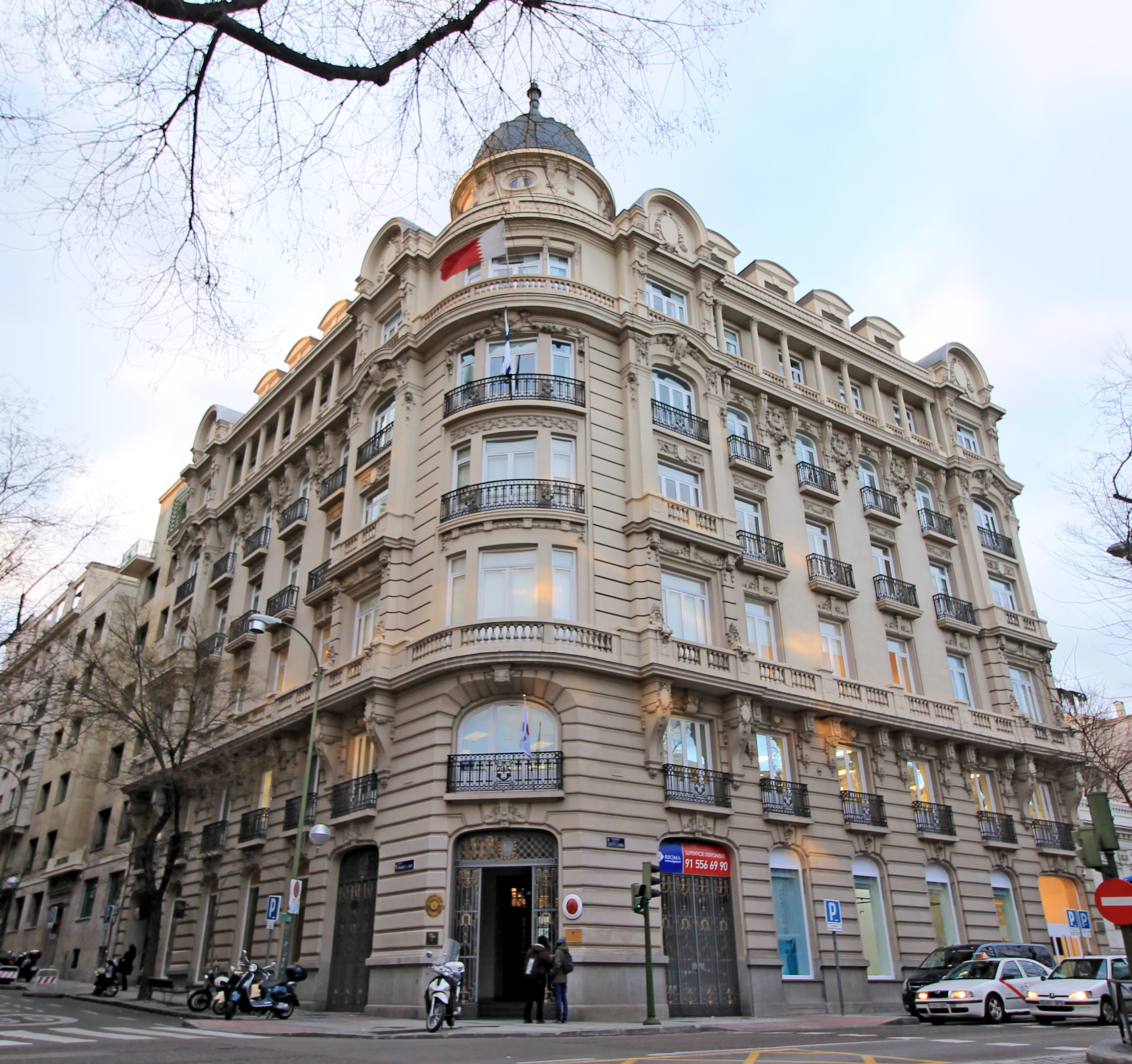
Embajada de Finlandia en Madrid.